# Jüdischer Friedhof (Schötmar)

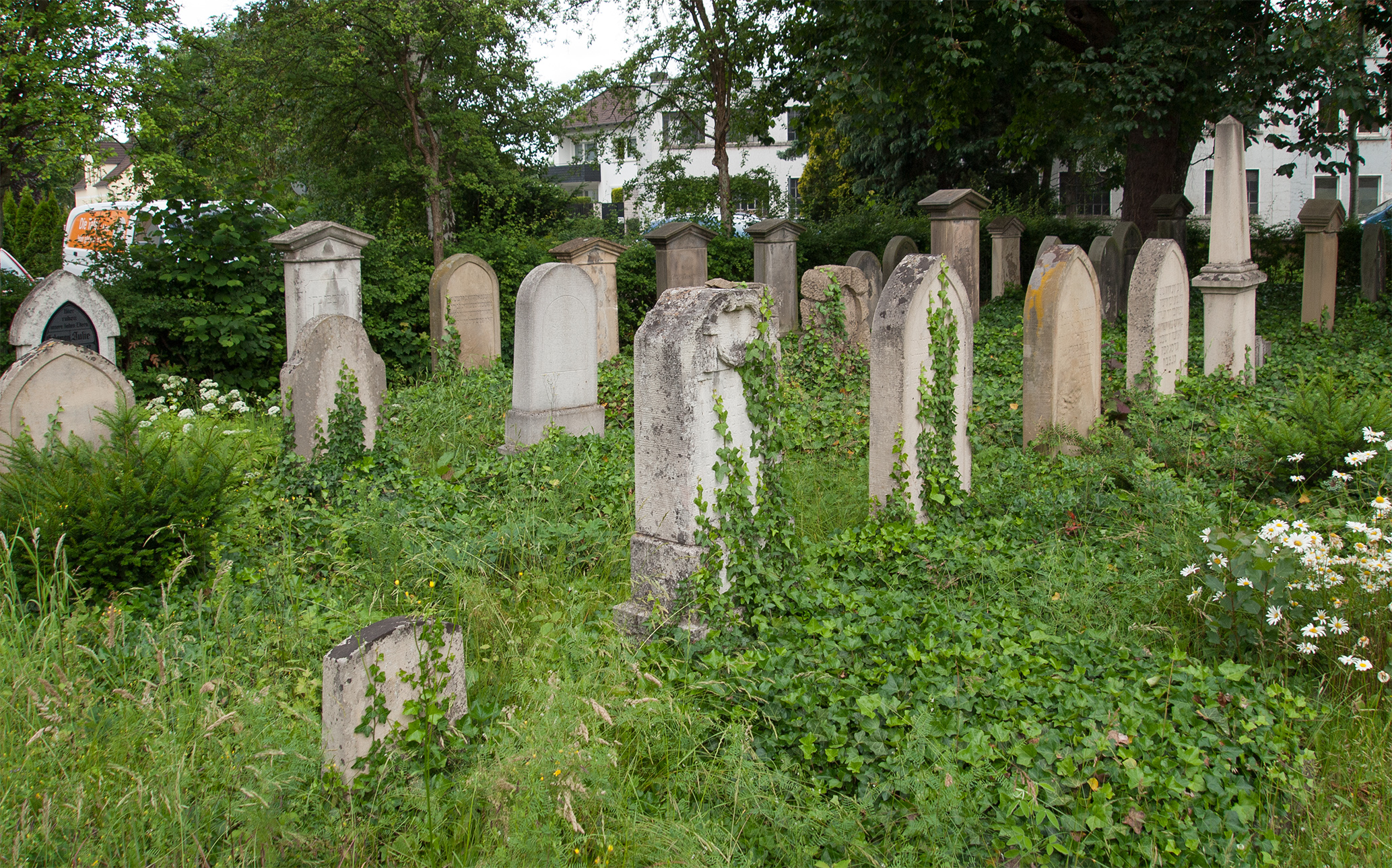
Der Jüdische Friedhof in Schötmar

Der Jüdische Friedhof  Schötmar liegt an der Oerlinghauser Straße in Schötmar, einem Ortsteil der Stadt Bad Salzuflen im Kreis Lippe in Nordrhein-Westfalen. Der jüdische Friedhof ist mit der Nummer 209 als Baudenkmal in die Denkmalliste der Stadt Bad Salzuflen eingetragen.

## Beschreibung
Der in etwa 1.600 m² große, südlich neben dem Werre-Friedhof der evangelisch-reformierten Kirchengemeinde liegende Jüdische Friedhof wurde von 1871 bis 1955 belegt. Auf dem Friedhof befinden sich 63 Grabstellen mit gut erhaltenen Grabsteinen (Mazewot). Bevor die Juden von Schötmar ihren eigenen Begräbnisplatz anlegen konnten, beerdigten sie ihre Toten auf dem erstmals 1607 urkundlich erwähnten jüdischen Friedhof in Salzuflen.